# 浦路輝子
浦路 輝子（うらじ てるこ、1904年7月22日 - 没年不詳）は、日本の女優である。本名は堀内 照子（ほりうち てるこ）。

## 人物・来歴
1904年（明治37年）7月22日、東京府東京市小石川区（現在の東京都文京区）に「堀内照子」として生まれる。
名古屋市内の旧制・尋常小学校を卒業、京都市内の旧制・高等小学校を一年次で終了、長崎県佐世保市の長崎県立佐世保高等女学校（長崎県立佐世保北高等学校と長崎県立佐世保南高等学校の前身）に入学した。1921年（大正10年）、同女学校を三年次で中途退学し、東京少女歌劇団に入団する。1925年（大正14年）には、渡瀬淳子が主宰する「渡瀬淳子演劇研究所」に参加、舞台女優を目指す。
映画女優に転向し、1926年（大正15年）5月、大阪府下の帝国キネマ演芸小阪撮影所に入社した。入社早々、沼田蔵六原作、4社競作、後藤秋声監督の『悲恋心中ヶ丘』のヒロイン・お里役に大抜擢される。競作他社では、松竹蒲田撮影所が主演松井潤子・監督斎藤寅次郎、日活大将軍撮影所が主演沢村春子・監督高橋寿康、東亜キネマ等持院撮影所が主演岡島艶子・監督仁科熊彦であった。当時、浦路本人がモデルなのではとすら言われ、映画デビュー作が出世作となった。社内の内紛・労働紛争で生じたアシヤ映画製作所、東邦映画製作所の問題がもとで、同年9月、退社した。
1927年（昭和2年）、京都のマキノ・プロダクション傘下、勝見庸太郎プロダクションに入社、勝見庸太郎主演映画の相手役を務める。1929年（昭和4年）1月、マキノ専属女優となる。同年6月に公開されたマキノ省三（牧野省三）総指揮、川浪良太監督の『銀流し』に出演した直後の同年7月25日、牧野省三が死去する。同年9月、東亜キネマ出身の小笹正人を御室撮影所長、省三の長男・マキノ正博を同撮影所撮影部長（現在でいう製作部長）に据えたマキノ・プロダクションの新体制が発表され、その俳優部女優に浦路の名がエントリーされていた。同年、マキノ正博監督による人気作『浪人街 第三話 憑かれた人々』に出演した。
1931年（昭和6年）4月、マキノ・プロダクション解散以降は、同年関西映画社製作の川西康雄監督作品『北満の血戦』、翌1932年（昭和7年）、前年に元マキノの金森万象が設立した協立映画プロダクションの最終作『魔の上海』に出演。その後の出演作品は確認されておらず、既に故人とされるが、没年月日・死因などは明らかでない。サイレント映画にのみ出演した。

## フィルモグラフィ

### 帝国キネマ演芸
全てサイレント映画である。
- 『悲恋心中ヶ丘』 : 監督後藤秋声、小阪撮影所、1926年 - お里
- 『不知火』第二篇・第三篇 : 監督深海陸蔵・後藤秋声、芦屋撮影所、1926年

### 勝見庸太郎プロダクション
全てサイレント映画である。
- 『人間治郎吉』 : 監督勝見正義、1927年 - 半次女房おしも
- 『紺屋高尾』 : 監督勝見正義、1927年
- 『荒神山』 : 監督勝見正義、1927年
- 『文七元結』 : 監督勝見正義、1927年 - 女房お兼
- 『紺屋高尾』 : 監督勝見正義、1928年
- 『河内山と直侍』 : 監督勝見正義、1928年
- 『馬子日記』 : 監督勝見庸太郎、1928年
- 『血の船』 : 監督勝見庸太郎、1929年
- 『円タク』 : 監督勝見正義、1929年

### マキノ・プロダクション御室撮影所
全てサイレント映画である。
- 『帰らぬ父』 : 監督稲葉蛟児、1929年 - 園部假名子
- 『女定九郎』 : 監督吉野二郎、1929年 - 娘おかる
- 『軍太万才』 : 監督勝見庸太郎、勝見庸太郎プロダクション、1929年 - 女房お政
- 『銀流し』 : 監督川浪良太、1929年 - 女土方　お秋
- 『筑波嵐』 : 監督勝見正義、1929年
- 『盗まれた大九郎』 : 監督松田定次、1929年
- 『浪人街 第三話 憑かれた人々』 : 監督マキノ正博、1929年 - 妻お縫
- 『大逆倫』 : 監督勝見正義、勝見庸太郎プロダクション、1929年 - 小十郎妻・沢女
- 『娘義太夫』 : 監督人見吉之助、1929年 - 竹本小春
- 『彦左漫遊記』 : 監督吉野二郎、1929年 - 女房お絹
- 『地獄剣』 : 監督並木鏡太郎、1929年 - 伝次の女房お林
- 『少佐の娘』 : 監督稲葉蛟児、1930年 - 少佐夫人
- 『祇園小唄絵日傘』第一話 舞の袖・第三話 草枕 : 監督金森万象、1930年 - 芸妓おまさ
- 『日本巌窟王』前篇・後篇 : 監督中島宝三、1930年
- 『吉原百人斬』 : 監督中島宝三、1930年 - 女将お仲
- 『近世毒婦伝 明治五人女』 : 監督吉野二郎、1930年
- 『アイスクリーム』 : 監督滝沢英輔、1930年
- 『お化同心』 : 監督中島宝三、1930年 - 情婦
- 『須磨の仇浪』 : 監督三上良二、1930年 - 娘浜子
- 『伽羅先代萩』 : 監督吉野二郎、1930年
- 『潜行戦線』 : 監督滝沢英輔、1930年
- 『嵐山小唄 しぐれ茶屋』 : 監督金森万象、1930年
- 『やきもち合戦』 : 監督三上良二、1930年
- 『血ろくろ伝記』前篇 : 監督金森万象、1931年 - お伊勢の方
- 『不景気大征伐』 : 監督三上良二、1931年

### フリーランス
全てサイレント映画である。
- 『北満の血戦』 : 監督川西康雄、関西映画社、1931年
- 『魔の上海』 : 監督金森万象、協立映画プロダクション、1932年

## 註
1. 1 2 3 4 5 6 7 8 9 10 11 12 13 14  『日本映画俳優全集・女優編』、キネマ旬報社、1980年、p.115, 盛内政志執筆「浦路輝子」の項。
2. ↑  マキノ映画活動史、立命館大学、2009年11月16日閲覧。
3. ↑  1929年 マキノ・プロダクション御室撮影所 所員録、立命館大学、2009年11月16日閲覧。